# Toge prétexte
Dans l'ancienne Rome, la toge prétexte (en latin : toga praetexta) ou la prétexte (praetexta) est une toge blanche bordée d'une bande de pourpre utilisée par les magistrats dits curules (tous sauf les questeurs, les édiles plèbeiens et les tribuns de la Plèbe), et par les garçons de 7 à 17 ans. Ces derniers revêtent ensuite la toge virile des adultes, entièrement blanche, lors des Liberalia.
Elle était portée également par les Étrusques.

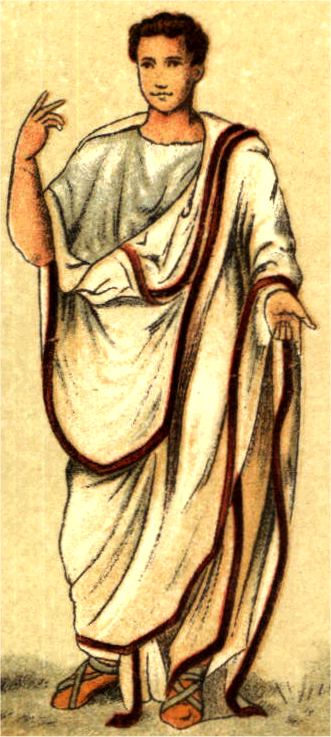
Jeune garçon en toge prétexte.
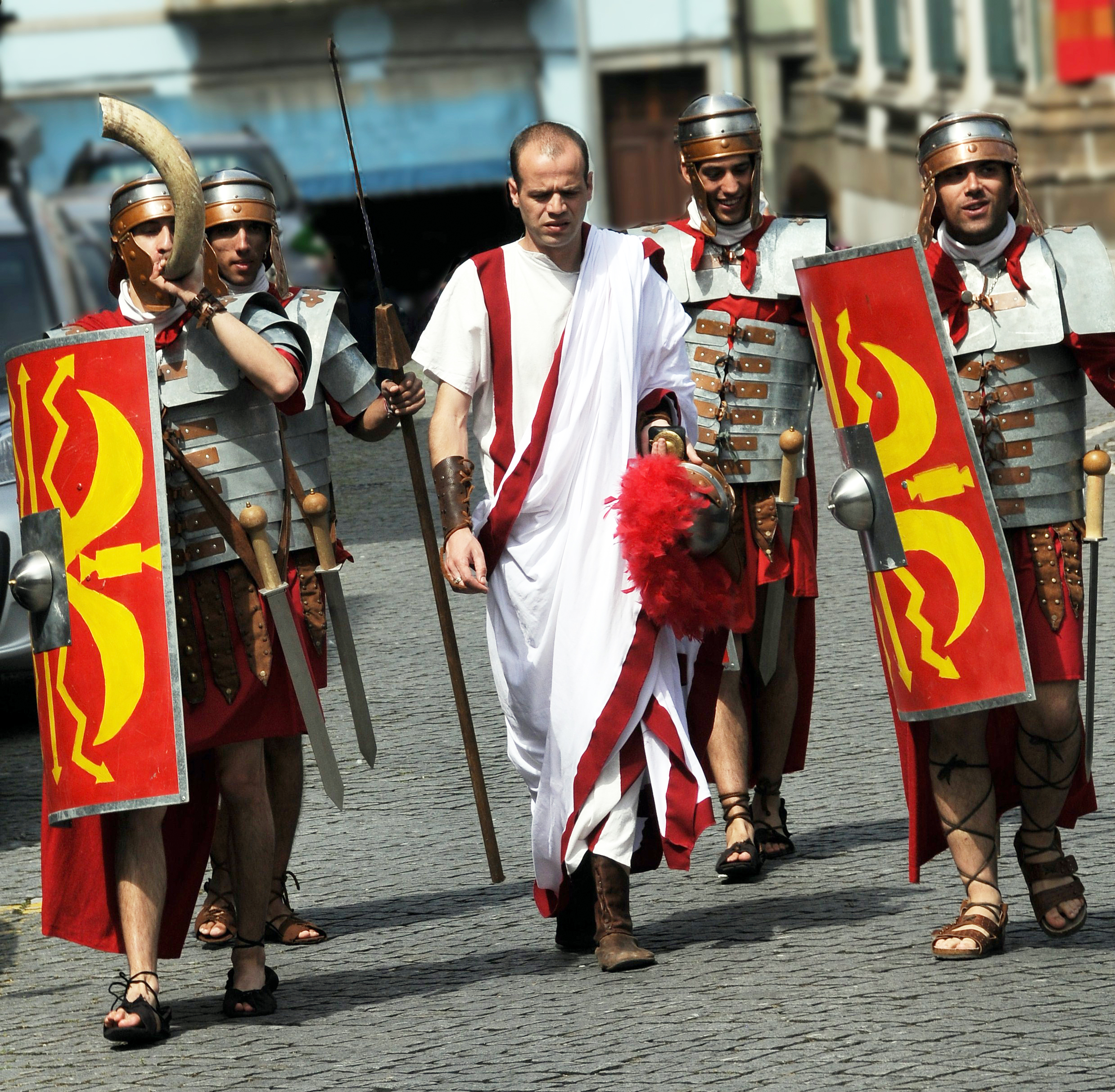
Reconstitution d’un consulaire en toge prétexte.